# Иоганн II (пфальцграф Цвейбрюкена)
Иоганн II Цвейбрюккенский, Иоганн Младший (26 марта 1584, Бад-Бергцаберн, Южный Вайнштрассе — 9 августа 1635, Мец; нем. Johann II. der Jüngere) — герцог и пфальцграф Пфальц-Цвейбрюккена (с 1604 года).

## Жизнь

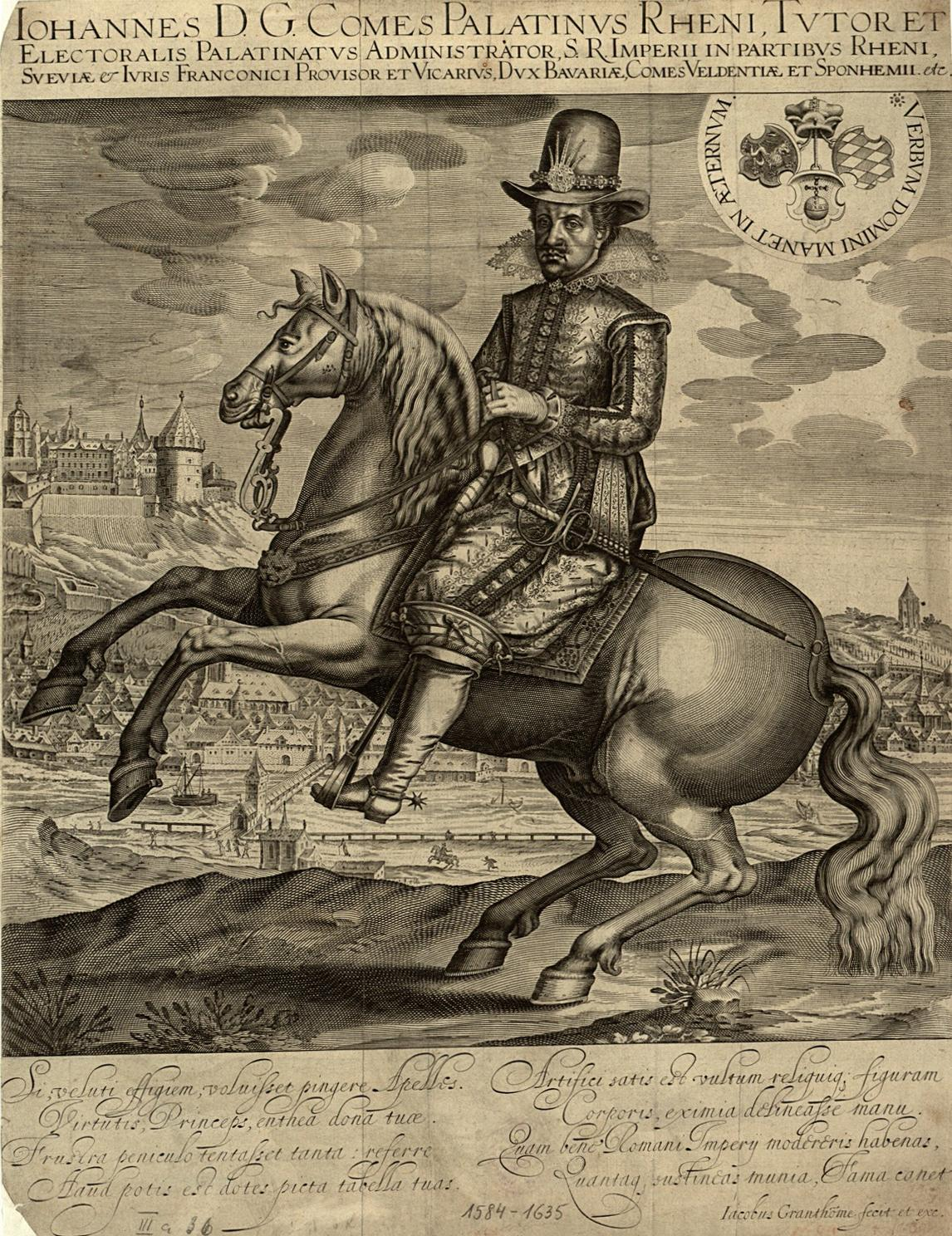
Иоганн II Цвейбрюккенский на коне (гравюра)

Иоганн был старшим сыном Иоганна I Цвейбрюккенского и его жены Магдалены Юлих-Клеве-Бергской. Он наследовал отцу в 1604 году, а в 1606 году он возвратил дому Виттельсбахов Бишвейлера в Эльзасе, забрав право владения у вассала Флаха фон Шванценберга. В 1611 году он выполнил распоряжения своего покойного отца, передав младшим братьям Фридриху Казимиру и Иоганну Казимиру, передав им соответственно апанажи Ландсберг и Нойкастель, при этом сохранив для своего королевства бо́льшую часть Цвайбрюккена.
С 1610 по 1612 год он был опекуном Фридриха V, курфюрста Пфальца. В 1612 году он на короткое время фактически был исполняющим обязанности императора Священной Римской империи, замещая Рудольфа II; он чеканил монеты с императорским двуглавым орлом на реверсе.
Его первая жена умерла в 1607 году, и в 1612 году в Гейдельберге он женился на своей двоюродной сестре, дочери курфюрста Фридриха IV, а через два месяца приобрёл поместье Бирленбах (Нижний Рейн), в которое входили вассальные поместья Эберхарда, графа Рибопьера.
Иоганн умер в 1635 году в Меце и был похоронен в Александровской церкви в Цвайбрюккене.

## Семья и дети
Первая жена — (с 1604) Екатерина де Роган (1578—1607), дочь Рене II де Рогана. Дочь:
1. Магдалена Екатерина[нем.] (1607—1648), муж — Кристиан I, пфальцграф Биркенфельд-Бишвейлера

Вторая жена — (с 1612) Луиза Юлиана Пфальцская (1594—1640), дочь Фридриха IV Пфальцского. Дети:
1. Елизавета Луиза Юлиана[нем.] (1613—1667), аббатиса Херефорда
2. Екатерина Шарлотта[нем.] (1615—1651), муж — Вольфганг Вильгельм Пфальц-Нейбургский
3. Фридрих (1616—1661)
4. Анна Сибилла (1617—1641)
5. Иоганн Людвиг (1619—1647)
6. Юлиана Магдалена[пол.] (1621—1672), муж — Фридрих Людвиг Цвейбрюккенский
7. Мария Амалия (1622—1641)